# Ugroženi jezici
Ugroženi jezici  (engl. endangered languages), u lingvistici označava one jezike kojima prijeti izumiranje (iščeznuće), a u Ethnologue ih je nabrojeno 473 u svijetu, i to u Africi (46), u Amerikama (182), Aziji (84), Europi (9), i Pacifiku (152).

## Popis po državama

### Afrika(46)

#### Čad
1. Berakou. 2 (1995 D. Djarangar).
2. Buso. 40 (Welmers 1971).
3. Goundo. 30 (1998).
4. Mabire. 3 (2001 SIL).
5. Massalat. 10 (1991 R. Blench). Etničkih: 29.836 (1993 popis).
6. Noy. 36 (1993 popis).

#### Etiopija
1. Ongota. 8. Etničkih: 89 (2000 M. Brenzinger).

#### Gvineja
1. Baga Koga. Etničkih: 5.000.
2. Baga Mboteni. Etničkih: 4,893.

#### Južnoafrička Republika
1. Nǀu. 12 (2005 Crawhall), u opadanju. Etničkih: 500 (1998 Nigel Crawhall, South African San Institute).
2. Tsotsitaal.
3. Xiri. 87 in South Africa (2000). Etničkih u svim zemljama: 187.

#### Kamerun
1. Baldemu. 4 (2003 SIL).
2. Bikya. 1 (Breton 1986).
3. Bishuo. 1 (Breton 1986).
4. Bung. 3 (1995 B. Connell).
5. Busuu. 8 (Breton 1986).
6. Dama. 50.
7. Luo. 1 (1995 B. Connell).
8. Ndai. 5.
9. Ngong. 2 (Dieu and Renaud 1983).
10. Oblo.
11. Pam. 30 (2003 SIL).
12. Twendi. 30 (2000 B. Connell). etničkih: 1.000 ili manje (1991 SIL).
13. Zumaya. 25 (1987 SIL).

#### Kenija
1. El Molo. 8 (1994 I. Larsen), u opadanju. Etničkih: 700 (2007 BTL).
2. Omotik. 50 (1980). Etničkih: 200 or more (2000).
3. Yaaku. 50 (1983). Etničkih: 250 (1983).

#### Nigerija
1. Bassa-Kontagora. 10 (1987). Etničkih: 30,000.
2. Bete. 50 (1992). Ethnic population: 3,000.
3. Fali of Baissa.  nešto (Crozier and Blench 1992).
4. Kiong. 100 (2004). Etničkih: 569.
5. Kudu-Camo. 42 (1990 M. Bross).
6. Lere. Etničkih: 16.328 (2000).
7. Luri. 2 (2004 R. Blench).
8. Njerep. 6 (2000 B. Connell).
9. Odut. 20 (1980s, from 2000 R. Blench).
10. Putai. 50.
11. Sambe. 6 (Blench 2003).
12. Shau.
13. Sheni. 6 (2004 R. Blench). Etničkih: 1,500.
14. Somyev. 18 (2000 B. Connell).
15. Yangkam. 100 (1996 R. Blench).

#### Somalija
1. Boon. 59 (2000).

#### Srednjoafrička Republika
1. Bodo

#### Sudan
1. El Hugeirat. 50 (2007 SIL), u opadanju

### Amerika(182)

#### Argentina
1. Ona [ona]. 2 (1991 W. Adelaar).
2. Puelche [pue] 5.
3. Tehuelche [teh]. 4 (2000 W. Adelaar ). Etničkih: 200 (Adelaar 2000).
4. Vilela [vil]. 20 (1981 A. Buckwalter).

#### Bolivija
1. Baure. 13 (Adelaar 2000). Etničkih: 631 (Adelaar 2000).
2. Itonama. 10 (2000 Crevels).  Etničkih: 5,090 (Adelaar 2000).
3. Leco. 20 (2001 S. van de Kerke).  Etničkih: 80 (Adelaar 2000).
4. Pacahuara. 17 (Adelaar 2000).  Etničkih: 18 (Adelaar 2000).
5. Uru. 2 (Adelaar 2000).  Etničkih: 142 (Adelaar 2000).

#### Brazil
1. Anambé. 7 (1991 SIL). Etničkih: 132 (2000 ISA).
2. Apiaká. 190 (2001 ISA). Etničkih: 192 (2001 ISA).
3. Arikapú. 6 (1998 SIL).
4. Aruá. 12 (1990 YWAM). Etničkih: 40 (2000 C. Jensen).
5. Arutani. 17 in Brazil (1986 SIL). Etničkih: 42.
6. Avá-Canoeiro. 40 (1998 ISA).
7. Cafundo Creole. 40 (1978 M. Gnerre).
8. Guató. 40 (1993 SIL). Etničkih: 382 (1993 SIL).
9. Himarimã. 40.
10. Jabutí. 5 (1990 YWAM).
11. Júma. 4 (1998).  300 (1940).
12. Karahawyana. 40 (1995 SIL).
13. Karipuna. 14 (2004 ISA).
14. Katawixi. 10 (1986 SIL).
15. Katukína. 1 (1976 SIL). Etničkih: 289 (2000 ISA).
16. Kreye. 30 (1995 SIL).
17. Kulina Pano. 32 (2007 SIL).
18. Kuruáya. 10. Etničkih: 115.
19. Kwaza. 25 (SIL 2005).
20. Lakondê. 1 (2007).
21. Latundê. 20 (2007).
22. Mapidian. 50 u Brazilu (1986 Howard).
23. Mondé. 30 (1995 AMTB).
24. Ofayé. 15. Etničkih: 62 (2005 ISA).
25. Omagua. 156 (2000 ISA). Etničkih: 156.
26. Oro Win. 5 (1996 SIL). Etničkih: 55 (1998).
27. Poyanáwa. 12 (1992). Etničkih: 403 (1999 ISA).
28. Puruborá. 2 (2002 SIL).
29. Sabanês. 1 (2005 SIL).
30. Sakirabiá. 23 (2005 ISA). Etničkih: 70 (2000 SIL).
31. Sikiana. 33 in Brazil (1986 SIL). Etničkih: 48.
32. Tawandê.
33. Trumai. 100 (2006). Etničkih: 120.
34. Wayoró. 80 (2000 SIL).
35. Xetá. 3 (1990 SIL). Etničkih: 8.
36. Xipaya. 2 (2000 SIL). Etničkih: 595 (2002 ISA).
37. Yawalapití. 7 (2005 Vogel). Etničkih: 220.

#### Čile
1. Qawasqar. 12 (2006). 10 u Puerto Edenu. Etničkih: 2,622.
2. Yámana. 1 (2003). Etničkih: 100 (2000 W. Adelaar).

#### Ekvador
1. Záparo. 1 (2000 SIL). Etničkih: 170 (2000 M. R. Wise).

#### Gvajana
1. Berbice kreolski nizozemski. 4 (1993 S. Kouwenberg).
2. Mapidian.
3. Mawayana. 50 (1986 C. Howard).

#### Gvatemala
1. Itza’. 12 (1986 SIL). Etničkih: 1.800 (2001).

#### Honduras
1. Lenca. Nekoliko u Hondurasu (Rivas 1993). Etniočkih: 100,000

#### Kanada
1. Abnaki, Western. 5 (2006 P. Tamburro). Etničkih: 1,800 s Eastern Abnaki u SAD (1982 SIL).
2. Bella Coola. 20 (2002 W. Poser). Etničkih: 700 (Kinkade 1991).
3. Chinook Wawa. 83 in Canada (1962). Etničkih: 100.
4. Haida, Northern. 30 in Canada (Krauss 1995). ukupno: 45. Etničkih: 1.100 u Kanadi (Krauss 1995).
5. Haida, Southern. Etničkih: 500 (Krauss 1995).
6. Haisla. 25 (Kinkade 1991). Etničkih: 1,000 (1977 SIL).
7. Han. 7 u Kanadi (Krauss 1997). Etničkih: 300.
8. Kutenai. 6 in Canada (2002 W. Poser). Svih: 12.
9. Pomorski znakovni jezik (Maritime Sign Language).
10. Munsee. 7 (Kinkade 1991). Etničkih: 400 (Kinkade 1991).
11. Salish, Straits. 20 u Kanadi(2002 W. Poser). Etničkih: 3,020 (2001 .Popis).
12. Sarsi. 50 (Kinkade 1991). Etničkih: 600 (1977 SIL).
13. Sechelt. 40 (1990 D. Kinkade). Etničkih: 550 (1977 SIL).
14. Sekani. 35 (1997 S. Hargus). Etničkih: 600 (1982 SIL and 1997 S. Hargus).
15. Squamish. 15 (2002 W. Poser). Etničkih: 2,300.
16. Tagish. 2 (Krauss 1995). Etničkih: možda 400 (Krauss 1995).
17. Tahltan. 35 (2002 W. Poser). Etničkih: 750 (1977 SIL).
18. Tanana, Upper. 10 u Kanadi (Krauss 1995). Etničkih: 40 (1995 M. Krauss).
19. Tuscarora. 7 u Kanadi (Kinkade 1991). Ukupno: 11.

#### Kolumbija
1. Providencijski znakovni jezik (Providencia Sign Language). 19. (W. Washabaugh 1986).
2. Tinigua. 2 (2000). Etničkih: 2.
3. Totoro. 4 (Arango and Sánchez 1998). Etničkih: 4,130.
4. Tunebo, Angosturas. 50.

#### Kostarika
1. Boruca. 5 (1986 SIL). Etničkih: 1,000 (1991).

#### Meksiko
1. Chiapanec. 17 (1990 .Popis). Etničkih: 32.
2. Kiliwa. 28 (1994 SIL).
3. Matlatzinca, Atzingo. 75 (1993 SIL). Etničkih: 642 (1990 .Popis).
4. Matlatzinca, San Francisco. Etničkih: 1,167 (2000 WCD).
5. Opata. 15. 11 u Distrito Federal, 4 u sav. državi Mexico (1993 Instituto Nacional Indigenista).
6. Zapotec, Asunción Mixtepec. 100 (1990 popis). Etničkih: 2,476 (1990 .Popis).
7. Zapotec, San Agustín Mixtepec. 59 (1994 SIL).
8. Zoque, Tabasco. 40 (1971 A. García de León). Etničkih: 367 (1960 popis).

#### Nikaragva
1. Rama. 24 (1989 J. Holm). Etničkih: 900 (2000 C. Grinevald)

#### Panama
1. San Miguel kreolski francuski. 3 (1999 SIL).

#### Peru
1. Arabela. 50 (2002 SIL). Etničkih: 500 (2002 SIL).
2. Cahuarano. 5 (1976 SIL).
3. Chamicuro. 2 (2000 W. Adelaar).  Etničkih:: 10 to 20 (2000 W. Adelaar).
4. Iñapari. 4 (1999 SIL).
5. Iquito. 35 (2002 SIL), 1 monolingualni.  Etničkih:: 500.
6. Isconahua. 82 (2000).
7. Muniche. 3 (1988 SIL).
8. Omagua. 10 do 100 u Peru (1976 SIL).  Etničkih:: 627 (1976).
9. Resígaro. 14 (1976 SIL).
10. Taushiro. 1 (2002 SIL).  Etničkih:: 20.

#### Salvador
1. Lenca. Etničkih: 36.858 (1987).
2. Pipil. 20 (1987). Etničkih: 196.576 (1987).

#### Sjedinjene Države
1. Achumawi. 10 nonfluent speakers (1997 Nevin). Etničkih: 1,000 (1997 Bruce Nevin).
2. Ahtena. 80 (1995 M. Krauss). Etničkih: 500 (1995 M. Krauss).
3. Apache, Kiowa. 18 (1990 .Popis). Etničkih: 1,000 (1977 SIL).
4. Apache, Lipan. 2 or 3 (1981 R. W. Young). Etničkih: 100 (1977 SIL).
5. Arikara. 20 (1997 Parks). Etničkih: 3,000.
6. Atsugewi. 3 (1994 L. Hinton). Etničkih: 200 (1977 SIL). 1,350 with Achumawi (2000 A. Yamamoto).
7. Caddo. 25 (1997 Chafe). Etničkih: 3,371 (1997 W. Chafe).
8. Cahuilla. 7 to 20 (1994 L. Hinton). Etničkih: 35 (1990 .Popis).
9. Chetco. 5 (1962 Chafe). Etničkih: 100 possibly (1977 SIL).
10. Chinook. 12 speakers of Kiksht dialect (1996). Etničkih: 300 possibly (1977 SIL).
11. Chinook Wawa. 17 in the USA (1990 .Popis).
12. Clallam. 10 (1997 Timothy Montler). Etničkih: Several thousands (1997 T. Montler).
13. Coeur d'Alene. 5 (1999 R. McDonald). Etničkih: 800 (1977 SIL).
14. Coos. 1 or 2 (1962 Chafe). Etničkih: 250 (1977 SIL).
15. Degexit'an. 20 to 30 (1997 Sharon Hargus). Etničkih: 250 to 300 (1997 M. Krauss).
16. Eyak. 1 (1996 N. Barnes). Etničkih: 50 (1995 M. Krauss).
17. Gros Ventre. 10 (1977 SIL). Very few semispeakers in 2000 (2001 Goddard). Etničkih: 1,200 (1977 SIL).
18. Haida, Northern. 15 in the USA (1995 M. Krauss). Etničkih: 600 in the USA (1995 M. Krauss).
19. Han. 7 or 8 in Alaska (1995 M. Krauss). Population total all countries: 14. Etničkih: 300.
20. Hawai'i Pidgin Sign Language. A few users out of about 6,000 profoundly deaf people in Hawaii (1987 Honolulu Star-Bulletin), 72,000 deaf or hard-of-hearing people in Hawaii (1998 Honolulu Advertiser).
21. Holikachuk. 12 (1995 M. Krauss). Etničkih: 200 (1995 M. Krauss).
22. Hupa. 8 (1998 Brook). Etničkih: 2,000.
23. Kalapuya. 1 or 2 (1962 Chafe).
24. Kansa. 19 (1990 .Popis). Etničkih: 250 (1986 SIL).
25. Karok. 10 (1997 William Bright). Etničkih: 1,900 (2000 A. Yamamoto).
26. Kashaya. 45 (1994 L. Hinton).
27. Kawaiisu. 8 to 10 (2000 L. Hinton). Etničkih: 35 (2000 A. Yamamoto).
28. Klamath-Modoc. 1 (1998 N.Y. Times, April 9, p. A20). Etničkih: 2,000 (1997 Scott DeLancey).
29. Kuskokwim, Upper. 40 (1995 Krauss). 3 households (1997). Etničkih: 160 (1995 Krauss).
30. Kutenai. 6 in the USA (2002).
31. Luiseño. 30 to 40 (2000 L. Hinton). Etničkih: 2,000 (2000 A. Yamamoto).
32. Lushootseed. 60 (1990 M. D. Kinkade). Population evenly divided between the northern and southern dialects. Etničkih: 2,000 (1990 M. D. Kinkade).
33. Maidu, Northeast. 1 to 2 (1994 L. Hinton). Etničkih: 108 (1990 .Popis).
34. Maidu, Northwest. 3 to 6 (1994 L. Hinton). Etničkih: 200 (1977 SIL).
35. Mandan. 6 (1992 M. Krauss). Etničkih: 400 (1986 SIL and 1997 M. Mixco).
36. Menominee. 39. Etničkih: 3,500 (1977 SIL).
37. Miwok, Central Sierra. 12. Population includes 6 Eastern Central Sierra, 6 Western Central Sierra (1994 L. Hinton). Etničkih: Possibly 5,000 all Miwok (2000 Yamamoto).
38. Miwok, Lake. 1 to 2 (1994 L. Hinton).
39. Miwok, Northern Sierra. 6 (1994 L. Hinton).
40. Miwok, Plains. 1 (1962 H. Landar in Sebeok 1977).
41. Miwok, Southern Sierra. 7 Southern Central Sierra Miwok (1994 L. Hinton).
42. Mono. 37 to 41 (1994 L. Hinton). Population includes 10 to 12 North Fork, 15 Auberry, 7 to 8 Big Sandy, 5 to 6 Dunlap, no Waksachi. Etničkih: 600 (2000 A. Yamamoto).
43. Nisenan. 1 (1994 L. Hinton).
44. Osage. 5 (1991 M. Krauss). Etničkih: 15,000 (1997 Carolyn Quintero).
45. Panamint. 20. Etničkih: 100 (1998 John E. McLaughlin).
46. Pawnee. 20 (1997 Parks). Etničkih: 2,500 (1997 Parks).
47. Pomo, Central. 2 to 5 (1997 Mithun). Etničkih: 4,766 (1997 Mithun).
48. Pomo, Southeastern. 5 (1994 L. Hinton).
49. Pomo, Southern. 1 (1994 L. Hinton).
50. Quapaw. 34 (1990 .Popis). Etničkih: 2,000 (1986 SIL).
51. Quileute. 10 (1977 SIL). Etničkih: 300 (1977 SIL).
52. Salish, Straits.
53. Serrano. 1 (1994 Coker).
54. Snohomish. 10 (1998 J. Brooke). Etničkih: 800 (1977 SIL).
55. Tanacross. 35 (1997 G. Holton). Population includes 3 in the Healy Lake dialect, 32 in Mansfield-Ketchumstuck. Etničkih: 120 (1997 G. Holton).
56. Tanaina. 75 (1997 M. Krauss). Etničkih: 900 (1997 M. Krauss).
57. Tanana, Lower. 30 (1995 M. Krauss). Etničkih: 380 (1995 M. Krauss).
58. Tolowa. 4 to 5 (1994 Hinton). Etničkih: 1,000 (2000 Yamamoto).
59. Tübatulabal. 6. Etničkih: 900 (2000 Yamamoto).
60. Tuscarora. 4 to 5 in the USA (1997 Mithun). Etničkih: 1,200 in the USA (1997 Mithun).
61. Tututni. 10 (1962 Chafe).
62. Wasco-Wishram. 69 (1990 .Popis). 7 monolinguals. Etničkih: 750 possibly (1977 SIL).
63. Washo. 10 (1998 J. Brooke). Etničkih: 1,500 (2000 A. Yamamoto).
64. Wichita. 3 (2000 Brian Levy). Etničkih: 1,400 (2000 David S. Rood).
65. Wintu. 5 or 6 (1997 Shepherd). Etničkih: 2,244 (1997 Shepherd).
66. Yokuts. 78 speakers of Northern Foothill Yokuts (1990 .Popis). Etničkih: 2,500 (2000 A. Yamamoto).
67. Yuchi. 10 to 12 (1997 Mary Linn). Etničkih: 1,500 (1977 SIL). More information.
68. Yurok. 12 (2002 Goddard). Etničkih: 3,000 to 4,500 possibly (1982 SIL).

#### Surinam
1. Akurio. 10 (2000 E. Carlin). Etničkih: 50.
2. Sikiana. 15 in Suriname (Carlin 2001). Etničkih: 50.

#### Venezuela
1. Arutani. 25 in Venezuela (2001 popis). Etničkih: 29 u Venezueli (2002 SIL).
2. Mapoyo. 12 (2001 popis), Etničkih: 365.
3. Pémono. 1 (2000 M. Muller).
4. Sapé. 5 (1977 E. Migliazza). Etničkih: 25 ili manje (1977 E. Migliazza).
5. Sikiana.
6. Yabarana. 35 (1977 E. Migliazza).

### Azija(84)
Afghanistan
1. Tirahi. 100. Etničkih: 5,000.

Armenia
1. Lomavren. 50  (2004).

Kambodža
1. Samre. 50 (2000 D. Bradley). Etničkih: 200 (2000 D. Bradley).

Kina
1. Ayizi. 50 (2007),

Istočni Timor
1. Makuv’a. 50 (Wurm and Hattori 1981). Etničkih: 50.

Indija
1. A-Pucikwar. 10 ili manje (Abbi 2006). 8–10 od populacije 53 na Strait Islandu.
2. Khamyang. 50 (2003 S. Morley). Etničkih: Over 800.
3. Nagarchal.
4. Nefamese. Populacija nepoznata. Možda ga zamijenio hindski
5. Ruga.
6. Ullatan. Etničkih: 16,741 (2001 .Popis).
7. Urali.

Indonezija (Java i Bali)
1. Benkala Sign Language. 41 (2007 SIL).

Indonezija (Kalimantan)
1. Lengilu. 4 (2000 S. Wurm).

Indonezija (Maluku)
1. Amahai. 50 (1987 SIL).
2. Emplawas. 250 (2007 SIL).
3. Hoti. 10 (1987 SIL).
4. Hulung. 10 (1991 SIL).
5. Ibu. 35 (Voorhoeve and Visser 1987). Etničkih: 50 do 200 (1984).
6. Kamarian. 10 (1987 SIL). Etničkih: 6,000  (1987 SIL).
7. Kayeli. 3 (1995). Etničkih: 800 (1995).
8. Loun. 20.
9. Naka’ela. 5 (1985 SIL).
10. Nusa Laut. 10. Etničkih: 2,226 (1989 SIL).
11. Paulohi. 50 (1982).
12. Piru. 10 (1985 SIL).
13. Salas. 50 (1989 SIL).

Indonezija (Papua)
1. Burumakok. 40 (1994 Kroneman).
2. Duriankere. 30 (2000 S. Wurm). Etničkih: 60.
3. Dusner. 6 (1978 SIL).
4. Kanum, Bädi. 10 (1996 M. Donohue).
5. Kayupulau. 50 (2000 S. Wurm). Etničkih: 573 (1978 SIL).
6. Kehu. 25 (2002 SIL).
7. Kembra. 20 (2000 S. Wurm). Etničkih: 50.
8. Kwerisa. 32 (2000 S. Wurm). Etničkih: 130.
9. Liki. 11 (2005 SIL), decreasing. Etničkih: 320.
10. Mander. 20 (1991 SIL).
11. Mapia. 1.
12. Masimasi. 10 (2005 SIL).
13. Massep. 25 (2000 S. Wurm). Etničkih: 85.
14. Mor. 25 (2000 S. Wurm).
15. Morori. 50 (1998 M. Donohue). Etničkih: 250 (1998 M. Donohue).
16. Namla. 30 (2005 SIL).
17. Saponi. 4 (2000 S. Wurm).
18. Tandia. 2 (1991 SIL).
19. Woria. 6 (2000 S. Wurm).

Izrael
1. Barzani Jewish Neo-Aramaic. 20 (2004 H. Mutzafi).
2. Yevanic. 35 in Israel. Etničkih (total): 50.

Japan
1. Ainu. 15 u Japanu (1996 A. Vovin). Etničkih: 15.000 u Japanu.

Laos
1. Arem. 20 in Laos. Etničkih: 500 (1995).

Malezija (poluotočna)
1. Mintil. 40 (1975 SIL).

Malezija (Sarawak)
1. Punan Batu 1. 30 (2000 S. Wurm).
2. Sian. 50 (2000 S. Wurm).

Nepal
1. Chukwa. 100 (Winter 1991).
2. Kusunda. 7 (2005 SIL). 87 2001 popis, u Pyuthan, Dang i Tanahun. Etničkih: 164.
3. Lingkhim. 97 (2001 .Popis).
4. Pongyong.
5. Saam. 23 (2001 .Popis).

Filipini
1. Agta, Alabat Island. 30 (2000 S. Wurm). Etničkih: 75.
2. Agta, Isarog. 6 (2000 S. Wurm). Etničkih: 1,000 (1984 SIL).
3. Arta. 15 (2000 S. Wurm). 12 in Villa Santiago, 1 in Villa Gracia, 3 or 4 in Nagtipunan (1992 L. Reid). Etničkih: 150.
4. Ata. 4 (2000 S. Wurm).
5. Ayta, Sorsogon. 18 (2000 S. Wurm). Etničkih: 180.
6. Ratagnon. 2 (2000 S. Wurm). Etničkih: 2,000 (1997 SIL).

Ruska Federacija (Azija)
1. Aleut, Mednyj. 10 (Krauss 1995).
2. Enets, Šumski. 20. Od 20 govornika, 15 su u Potapovo. EEtničkih: 198 s Tundra Encima (2002 popis).
3. Enets, Tundra. 10. Od 10 govornika, 6 su u Vorontsovo i 3 u Karepovsk (Khanina i Shluinsky 2005: 4, 9). Etničkih: 198 sa Šumskim Encima(2002 popis).
4. Karagas. 28 (2001). Etničkih: 730 (1989 .Popis).
5. Ket. 190. Etničkih: 1,494.
6. Udihe. 230. Etničkih: 1,657.
7. Yugh. 2 or 3 (1991 G. Verner in Kibrik). Etničkih: 19 (2002 .Popis).
8. Yukaghir, Southern. 30 (1995 M. Krauss). Etničkih: 130 (1995 M. Krauss, 1989 .Popis).

Sirija
1. Lomavren.

Tajvan
1. Amis, Nataoran. 5 (2000 S. Wurm).
2. Babuza. 4 (2000 S. Wurm). Etničkih: 35.
3. Kanakanabu. 8 (2005 SIL). Etničkih: 250 (UNESCO).
4. Kavalan. 24 (2000 P. Li). Etničkih: 200.
5. Kulon-Pazeh. 1 (2000 P. Li).
6. Saaroa. 6 (2000 S. Wurm). Etničkih: 300 (2000 UNESCO Red Book).
7. Thao. 6 (2000 S. Wurm). Etničkih: 248 (1989).

Tajland
1. Mok. 7 (Wurm and Hattori 1981).

Vijetnam
1. Arem. 20 u Vijetnamu (Ferlus 1996). U svim zemljama: 40. Etničkih: 100 u Vijetnamu (Ferlus 1996).
2. Gelao, Red. 20.
3. Gelao, White. 20 (2002 J. Edmondson).

### Europa(9)
Grčka
1. Romskogrčki 30 (2000).

Latvija
1. Liv (livonski). 15 (1995 V. Zeps).

Norveška
1. saamski, pitejski.

Poljska
1. Wymysorys. 70 (2006). More information.

Ruska Federacija (Europa)
1. Saami, Ter. 10 (2004). Ethnic population: 100. More information.
2. Vod. 15 (1997). Ethnic population: 73. More information.

Švedska
1. Pite Saami, 20  (2000 T. Salminen). Etničkih: 2,000 u Švedskoj (Krauss 1995).
2. Ume Saami, 20 (2000 T. Salminen). Možda nema u Norveškoj. Etnički: 1,000 (Krauss 1995).

Ukrajina
1. Krimčak.

### Pacifik(152)

#### Australija
1. Adnyamathanha. 130 (1996 popis).
2. Alawa. 18 (1991 M. Sharpe).
3. Amarag. 5.
4. Ami. 32 (Black 1983).
5. Andegerebinha. 10 (Wurm and Hattori 1981).
6. Antakarinya. 50 (Wurm and Hattori 1981).
7. Badimaya. 20 (Voegelin and Voegelin 1977).
8. Bandjalang. 10 (1983 R. Dixon).
9. Bandjigali. 1 (Wurm and Hattori 1981).
10. Bayungu. 6 (Wurm and Hattori 1981).
11. Bidyara. 20 (Wurm and Hattori 1981).
12. Burduna. 3 (Wurm and Hattori 1981).
13. Darling. 5.
14. Dhalandji. 20 (Wurm and Hattori 1981).
15. Dhargari. 6 (Wurm and Hattori 1981).
16. Djamindjung. 30 (Schmidt 1991).
17. Djingili. 10 (1997).
18. Dyaabugay. 3 (Wurm and Hattori 1981).
19. Dyangadi. 5 (Wurm and Hattori 1981).
20. Dyirbal. 40 (1983 R. Dixon).
21. Gadjerawang. 3 (Wurm and Hattori 1981).
22. Gagadu. 6 (Wurm and Hattori 1981).
23. Gamilaraay. 3 (1997 Coonabarabran Public School).
24. Giyug. 2 (Wurm and Hattori 1981).
25. Gooniyandi. 100 (Schmidt 1991).
26. Gudanji. 3 (Wurm and Hattori 1981).
27. Gugubera. 15 (1991 SIL). Etničkih: 50 (Schmidt 1991).
28. Guragone. 20 (Schmidt 1991).
29. Gurdjar. 30 (Wurm and Hattori 1981).
30. Kanju. 50 (Wurm and Hattori 1981).
31. Karadjeri. 12 (1991 SIL).
32. Kayardild. Etničkih: 150 (2000 N. Evans).
33. Kokata. 3 (Wurm and Hattori 1981).
34. Kuku-Muminh. 31 (Wurm and Hattori 1981).
35. Kuku-Uwanh. 40 (Wurm and Hattori 1981).
36. Kumbainggar. 10 (2000). .
37. Kunbarlang. 75 (Black 1983).
38. Kunggara. 10 (SIL).
39. Kunjen. 20 (1991 B. Sommer). 40 with some knowledge. Etničkih: 300 (1991 Bruce Sommer).
40. Kurrama. 50 (Wurm and Hattori 1981).
41. Kuuku-Ya’u. 21 (1996. Popis).
42. Kwini. 50 (Black 1983).
43. Lardil. 2 (2000 N. Evans).
44. Madngele. 15 (Black 1983).
45. Manda. 25 (Black 1983).
46. Mangarayi. 50 (Black 1983).
47. Mara. 15 (1991 M. Sharpe).
48. Maranunggu. 15 (Black 1983).
49. Margu. 1 (2000 N. Evans).
50. Maridan. 20 (Wurm and Hattori 1981).
51. Maridjabin. 20 (Oates and Oates 1970).
52. Marimanindji. 15 (Black 1983).
53. Maringarr. 30 (Black 1983).
54. Marithiel. 25 (Black 1983).
55. Mariyedi. 20 (Wurm and Hattori 1981).
56. Marriammu. 5 (2006 A. Brown).
57. Marti Ke. 3. Etničkih: 100.
58. Martuyhunira. 5 (Wurm and Hattori 1981).
59. Miriwung. 110 (1996 .Popis).
60. Mudbura. 120 (1996 .Popis).
61. Mullukmulluk. 9 (1988 SIL).
62. Ngadjunmaya. 10 (Wurm and Hattori 1981).
63. Ngalkbun. 20 (2000 N. Evans).
64. Ngarla. 8 (1991 SIL). 10 semispeakers.
65. Ngarluma. 21 (1996 .Popis).
66. Nhanda. .
67. Nhuwala. 10 (Wurm and Hattori 1981).
68. Nijadali. 6 (1990 SIL).
69. Nyamal. 20 (1991 SIL).
70. Nyigina. 50 (Wurm and Hattori 1981).
71. Nyunga. 170 (1996 Popis).
72. Pakanha. 10 (Wurm and Hattori 1981).
73. Panytyima. 50 (1972 B. Geytenbeek).
74. Pini. 10. .
75. Pinigura. 5 (Wurm and Hattori 1981).
76. Tyaraity. 10 (Black 1983).
77. Wadjiginy. 12 (1988 SIL).
78. Wageman. 10 (2000).
79. Wajarri. 50 (1981 W. Douglas). Etničkih: 200 ili manje (1981 W. Douglas).
80. Wambaya. 12 (Wurm and Hattori 1981). .
81. Wangaaybuwan-Ngiyambaa. 12 (Wurm and Hattori 1981). .
82. Wanman. 20 (1973 SIL). .
83. Wardaman. 50 (Black 1983). .
84. Warlmanpa. 50 (Wurm and Hattori 1981). .
85. Warrgamay. 3 (Wurm and Hattori 1981). .
86. Wik-Iiyanh. 40 (Wurm and Hattori 1981). .
87. Wik-Me’anha. 12 (Wurm and Hattori 1981). .
88. Wikngenchera. 50 (Oates and Oates 1970). .
89. Wirangu. 2 (Wurm and Hattori 1981). .
90. Worora. 20 (Schmidt 1991). .
91. Wulna. 1 (Wurm and Hattori 1981). .
92. Wunambal. 20 (Schmidt 1991). .
93. Yan-nhangu. 40 (Black 1983). .
94. Yawuru. 30 (2001 K. Hosokawa). .
95. Yidiny. 12 (Wurm and Hattori 1981). .
96. Yinggarda. 5 (Wurm and Hattori 1981). .
97. Yir Yoront. 15 (1991 B. Sommer). .

#### Mikronezija
Nguluwan. 50 (Sakiyama 2000). 

#### Nova Kaledonija
1. Arhâ. 35 (1996 .Popis).
2. Haeke. 100 (1982 SIL).
3. Pwapwa. 16 (1996 .Popis).
4. Zire. 4 (1996 .Popis).

#### Palau
1. Tobian. 22 (1995 SIL)

#### Papua Nova Gvineja
1. Abaga. 5 (1994 SIL). Etničkih: 1,200 (1975 SIL).
2. Abom. 15 (2002 SIL).
3. Ari. 50 (2000 S. Wurm).
4. Bagupi. 50 (2000 S. Wurm). Etničkih: 125.
5. Bepour. 50 (2000 S. Wurm). Etničkih: 125.
6. Bilakura. 30 (2000 S. Wurm).
7. Bulgebi. 50 (2000 S. Wurm). Etničkih: 125.
8. Dumun. 35 (2000 S. Wurm).
9. Faita. 50 (2000 S. Wurm).
10. Gorovu. 15 (2000 S. Wurm),
11. Guramalum. 3 (1987 SIL).
12. Gweda. 26 (2001 SIL).
13. Kamasa. 7 (2003 SIL).
14. Karawa. 63 (2003 SIL),
15. Kawacha. 12 (2000 S. Wurm). Etničkih: 40.
16. Kowaki. 25 (2000 S. Wurm).
17. Laua. 1 (1987 SIL).
18. Magori. 100 (2000 S. Wurm).
19. Mawak. 25 (2000 S. Wurm).
20. Moere. 50 (2000 S. Wurm).
21. Mosimo. 50 (2000 S. Wurm).
22. Mungkip. 12 (2006 SIL). Etničkih: 670 (2006 SIL survey).
23. Pei. 50 (2000 .Popis).
24. Puari. 35 (2003 SIL).
25. Sene. 10 (1978 K. McElhanon).
26. Susuami. 10 (2000 S. Wurm).
27. Tenis. 30 (2000 S. Wurm).
28. Turaka. 25 (2000 S. Wurm).
29. Turumsa. 5 (2002 SIL).
30. Unserdeutsch. 100 u PNG.
31. Yangum Gel. 45 (2000 .Popis).

#### Solomonski otoci
1. Asumboa. 10 (1999 SIL).
2. Laghu. 15 (1999 SIL).
3. Oroha. 38 (1999 SIL).
4. Rennellese znakovni jezik
5. Ririo. 79 (1999 SIL).
6. Tanema. 4 (2007 A. Francois).
7. Tanibili. 15 (1999 SIL).
8. Vano. 5 (2007 A. Francois).
9. Zazao. 10 (1999 SIL).

#### Vanuatu
1. Araki. 8.
2. Bieria. 25 (Lynch and Crowley 2001).
3. Dixon Reef. 50 (1982 SIL). Ethnic population: 60.
4. Litzlitz. 15 (Lynch and Crowley 2001).
5. Maragus. 15 (Lynch and Crowley 2001).
6. Nasarian. 5 (Lynch and Crowley 2001).
7. Sowa. 20 (Tryon 1971). Ethnic population: 30.
8. Tambotalo. 50 (Wurm and Hattori 1981). Ethnic population: 70.
9. Ura. 6 (1998 T. Crowley).

## Vanjske poveznice
- Ethnologue (14th)
- Ethnologue (15th)